# Eremodaucus lehmannii
Eremodaucus lehmannii är en växtart som är ensam art i släktet Eremodaucus i familjen flockblommiga växter.
Arten förekommer i Kaukasus, Iran, Afghanistan och Centralasien. Den beskrevs av Alexander von Bunge 1843.